# Morpholycus
Morpholycus es un género de coleóptero de la familia Pyrochroidae.

## Especies
Las especies de este género son:
- Morpholycus apicalis
- Morpholycus concolor
- Morpholycus costipennis
- Morpholycus flabellicornis
- Morpholycus monilicornis
- Morpholycus nigripennis